# A' Katīgoria 2020-2021
La A' Katīgoria 2020-2021 (in greco Πρωτάθλημα Α' Κατηγορίας), conosciuta anche come Campionato Cyta (in greco Πρωτάθλημα Cyta) per motivi di sponsorizzazione, è stata l'82ª edizione della massima serie del campionato cipriota di calcio, iniziata il 21 agosto 2020 e terminata il 29 maggio 2021. L'Omonia ha conquistato il trofeo per la ventunesima volta nella sua storia.

## Stagione

### Novità
Nessuna squadra è retrocessa dalla stagione precedente per il blocco delle retrocessioni dovuto all'annullamento del campionato; mentre dalla Seconda Divisione sono stati promossi il Karmiōtissa e l'Ermīs Aradippou: in questo modo le squadre partecipanti alla competizione sono passate da 12 a 14.

### Formula
Le 14 squadre partecipanti si affrontano in un girone all'italiana con partite di andata e ritorno, per un totale di 26 giornate.

Al termine della Prima Fase le prime 6 classificate partecipano alla poule scudetto, affrontandosi in un girone all'italiana con partite di andata e ritorno, per un totale di 10 giornate. Le squadre mantengono il punteggio guadagnato durante la stagione regolare. La squadra prima classificata è campione di Cipro e si qualifica al secondo turno di qualificazione della UEFA Champions League 2021-2022. La seconda e la terza classificata si qualificano al secondo turno di qualificazione della UEFA Europa Conference League 2021-2022, mentre la vincente della Coppa di Cipro si qualifica al terzo turno di qualificazione della UEFA Europa League 2021-2022.

Le squadre classificate dal 7º al 14º posto partecipano alla poule retrocessione, affrontandosi in un girone all'italiana con partite di andata e ritorno, per un totale di 14 giornate. Le squadre mantengono il punteggio guadagnato durante la stagione regolare. Le ultime quattro squadre classificate retrocedono in Seconda Divisione.

## Squadre partecipanti
| Club               | Città          | Stadio                                | Stagione precedente                |
| ------------------ | -------------- | ------------------------------------- | ---------------------------------- |
| AEK Larnaca        | Larnaca        | AEK Arena - Georgios Karapatakis      | 5º posto in A' Katīgoria           |
| AEL Limassol       | Limassol       | Stadio Tsirion                        | 6º posto in A' Katīgoria           |
| Anorthōsis         | Famagosta      | Stadio Antōnīs Papadopoulos (Larnaca) | 2º posto in A' Katīgoria           |
| APOEL              | Nicosia        | Stadio Neo GSP                        | 3º posto in A' Katīgoria           |
| Apollōn Limassol   | Limassol       | Stadio Tsirion                        | 4º posto in A' Katīgoria           |
| Doxa Katōkopias    | Katōkopia      | Makario Stadium (Nicosia)             | 12º posto in A' Katīgoria          |
| EN Paralimni       | Paralimni      | Stadio Tasos Marcou Paralimni         | 10º posto in A' Katīgoria          |
| Ermīs Aradippou    | Aradippou      | Stadio Tasos Marcou Paralimni         | 2º posto in B' Katīgoria, promosso |
| Ethnikos Achnas    | Achna          | Dasaki Stadium                        | 11º posto in A' Katīgoria          |
| Karmiōtissa        | Katō Polemidia | Stadio Stelios Kyriakides (Pafo)      | 2º posto in B' Katīgoria, promosso |
| Nea Salamis        | Larnaca        | Stadio Ammochostos (Larnaca)          | 8º posto in A' Katīgoria           |
| Olympiakos Nicosia | Nicosia        | Stadio Makareio                       | 9º posto in A' Katīgoria           |
| Omonia             | Nicosia        | Stadio Neo GSP                        | 1º posto in A' Katīgoria           |
| Pafos              | Pafo           | Stadio Stelios Kyriakides             | 7º posto in A' Katīgoria           |

## Stagione regolare

### Classifica finale
|  | Pos. | Squadra            | Pt | G  | V  | N | P  | GF | GS | DR  |
|  | ---- | ------------------ | -- | -- | -- | - | -- | -- | -- | --- |
|  | 1.   | Omonia             | 56 | 26 | 16 | 8 | 2  | 43 | 13 | +30 |
|  | 2.   | AEL Limassol       | 55 | 26 | 17 | 4 | 5  | 45 | 23 | +22 |
|  | 3.   | Apollōn Limassol   | 54 | 26 | 16 | 6 | 4  | 52 | 22 | +30 |
|  | 4.   | Anorthōsis         | 51 | 26 | 15 | 6 | 5  | 37 | 21 | +16 |
|  | 5.   | AEK Larnaca        | 41 | 26 | 12 | 5 | 9  | 36 | 25 | +11 |
|  | 6.   | Olympiakos Nicosia | 34 | 26 | 10 | 4 | 12 | 27 | 38 | -11 |
|  | 7.   | Pafos              | 32 | 26 | 8  | 8 | 10 | 30 | 27 | +3  |
|  | 8.   | APOEL              | 30 | 26 | 8  | 6 | 12 | 27 | 31 | -4  |
|  | 9.   | Doxa Katōkopias    | 30 | 26 | 7  | 9 | 10 | 24 | 32 | -8  |
|  | 10.  | Nea Salamis        | 29 | 26 | 8  | 5 | 13 | 29 | 38 | -9  |
|  | 11.  | EN Paralimni       | 24 | 26 | 6  | 6 | 14 | 22 | 39 | -17 |
|  | 12.  | Ermīs Aradippou    | 24 | 26 | 5  | 9 | 12 | 18 | 38 | -20 |
|  | 13.  | Ethnikos Achnas    | 22 | 26 | 5  | 7 | 14 | 23 | 43 | -20 |
|  | 14.  | Karmiōtissa        | 18 | 26 | 3  | 9 | 14 | 22 | 45 | -23 |

Legenda:
      Ammesse alla poule scudetto
      Ammesse alla poule retrocessione
Regolamento:
Tre punti a vittoria, uno a pareggio, zero a sconfitta.
Note:

### Risultati
|                    | AEK  | AEL  | Ano  | APO  | ApL  | Dox  | ENP  | EAr  | EAc  | Kar  | Nea  | OIN  | Omo  | Paf  |
| ------------------ | ---- | ---- | ---- | ---- | ---- | ---- | ---- | ---- | ---- | ---- | ---- | ---- | ---- | ---- |
| AEK Larnaca        | –––– | 2-1  | 0-0  | 3-0  | 1-2  | 2-0  | 1-2  | 3-1  | 3-1  | 1-0  | 1-0  | 4-0  | 0-3  | 0-0  |
| AEL Limassol       | 3-1  | –––– | 1-0  | 2-0  | 2-1  | 3-1  | 4-1  | 2-1  | 5-0  | 3-1  | 2-1  | 3-0  | 1-1  | 1-0  |
| Anorthosis         | 1-0  | 0-0  | –––– | 2-0  | 1-3  | 1-0  | 4-2  | 3-1  | 1-0  | 2-1  | 2-0  | 2-0  | 1-1  | 1-0  |
| APOEL              | 1-1  | 1-0  | 0-0  | –––– | 1-1  | 2-0  | 0-2  | 3-0  | 2-3  | 2-2  | 3-1  | 0-1  | 0-3  | 0-1  |
| Apollōn Limassol   | 3-0  | 1-2  | 3-2  | 1-0  | –––– | 1-1  | 2-1  | 4-0  | 2-1  | 1-2  | 3-0  | 2-1  | 0-0  | 1-0  |
| Doxa Katōkopias    | 0-0  | 1-2  | 2-1  | 2-1  | 0-1  | –––– | 1-0  | 0-0  | 2-1  | 3-3  | 2-0  | 1-1  | 0-3  | 0-0  |
| EN Paralimni       | 2-1  | 1-0  | 1-2  | 0-2  | 1-5  | 0-0  | –––– | 1-0  | 0-0  | 2-2  | 1-3  | 1-2  | 0-1  | 0-0  |
| Ermis Aradippou    | 0-2  | 2-2  | 1-1  | 0-0  | 0-6  | 2-1  | 1-1  | –––– | 0-0  | 2-0  | 1-2  | 0-1  | 0-2  | 1-1  |
| Ethnikos Achnas    | 0-3  | 1-2  | 0-1  | 0-0  | 1-4  | 0-1  | 2-0  | 0-2  | –––– | 2-1  | 1-1  | 1-3  | 1-2  | 2-1  |
| Karmiotissa        | 0-0  | 0-1  | 1-1  | 1-0  | 1-1  | 1-1  | 2-1  | 0-1  | 1-1  | –––– | 0-1  | 0-3  | 1-5  | 0-0  |
| Nea Salamis        | 1-2  | 1-1  | 1-4  | 0-3  | 1-1  | 4-3  | 2-0  | 0-1  | 1-1  | 4-0  | –––– | 1-2  | 2-1  | 2-0  |
| Olympiacos Nicosia | 1-0  | 1-2  | 0-3  | 2-3  | 0-1  | 1-2  | 0-1  | 0-0  | 1-2  | 3-2  | 0-0  | –––– | 1-0  | 2-1  |
| Omonia             | 2-1  | 3-0  | 3-0  | 1-0  | 2-1  | 0-0  | 0-0  | 0-0  | 2-0  | 1-0  | 2-0  | 1-1  | –––– | 2-1  |
| Pafos FC           | 1-4  | 1-0  | 0-1  | 2-3  | 1-1  | 2-0  | 2-1  | 3-1  | 2-2  | 3-0  | 1-0  | 5-0  | 2-2  | –––– |

## Poule scudetto

### Classifica finale
|                  | Pos. | Squadra            | Pt | G  | V  | N  | P  | GF | GS | DR  |
| ---------------- | ---- | ------------------ | -- | -- | -- | -- | -- | -- | -- | --- |
| Cipro (bandiera) | 1.   | Omonia             | 79 | 36 | 23 | 10 | 3  | 55 | 17 | +38 |
|                  | 2.   | Apollōn Limassol   | 74 | 36 | 21 | 11 | 4  | 68 | 30 | +38 |
|                  | 3.   | AEL Limassol       | 68 | 36 | 21 | 5  | 10 | 58 | 34 | +24 |
|                  | 4.   | Anorthōsis         | 57 | 36 | 16 | 9  | 11 | 44 | 37 | +7  |
|                  | 5.   | AEK Larnaca        | 50 | 36 | 15 | 5  | 16 | 44 | 40 | +4  |
|                  | 6.   | Olympiakos Nicosia | 47 | 36 | 14 | 5  | 17 | 38 | 51 | -13 |

Legenda:
      Campione di Cipro e ammessa alla UEFA Champions League 2021-2022
      Ammesse alla UEFA Europa Conference League 2021-2022
      Ammessa alla UEFA Europa League 2021-2022
Regolamento:
Tre punti a vittoria, uno a pareggio, zero a sconfitta.

### Risultati
|                    | AEK  | AEL  | Ano  | ApL  | OIN  | Omo  |
| ------------------ | ---- | ---- | ---- | ---- | ---- | ---- |
| AEK Larnaca        | –––– | 0-1  | 2-1  | 0-2  | 2-1  | 0-1  |
| AEL Limassol       | 3-0  | –––– | 1-2  | 1-2  | 2-0  | 1-2  |
| Anorthosis         | 0-2  | 1-2  | –––– | 2-2  | 0-2  | 0-2  |
| Apollōn Limassol   | 3-1  | 0-0  | 1-1  | –––– | 2-2  | 1-0  |
| Olympiakos Nicosia | 2-1  | 2-1  | 2-0  | 0-2  | –––– | 0-1  |
| Omonia             | 1-0  | 2-1  | 0-0  | 1-1  | 2-0  | –––– |

## Poule retrocessione

### Classifica finale
|  | Pos. | Squadra         | Pt | G  | V  | N  | P  | GF | GS | DR  |
|  | ---- | --------------- | -- | -- | -- | -- | -- | -- | -- | --- |
|  | 7.   | Pafos           | 63 | 40 | 18 | 9  | 13 | 58 | 38 | +20 |
|  | 8.   | APOEL           | 60 | 40 | 17 | 9  | 14 | 48 | 39 | +9  |
|  | 9.   | Ethnikos Achnas | 52 | 40 | 14 | 10 | 16 | 48 | 56 | -8  |
|  | 10.  | Doxa Katōkopias | 51 | 40 | 13 | 12 | 15 | 46 | 43 | +3  |
|  | 11.  | Nea Salamis     | 43 | 40 | 11 | 10 | 19 | 48 | 61 | -13 |
|  | 12.  | Ermīs Aradippou | 38 | 40 | 9  | 11 | 20 | 40 | 61 | -21 |
|  | 13.  | EN Paralimni    | 34 | 40 | 8  | 10 | 22 | 35 | 61 | -26 |
|  | 14.  | Karmiōtissa     | 24 | 40 | 4  | 12 | 24 | 36 | 98 | -62 |

Legenda:
      Retrocesse in Seconda Divisione 2021-2022
Regolamento:
Tre punti a vittoria, uno a pareggio, zero a sconfitta.

### Risultati
|                 | APO  | Dox  | ENP  | Erm  | EAc  | Kar  | Nea  | Paf  |
| --------------- | ---- | ---- | ---- | ---- | ---- | ---- | ---- | ---- |
| APOEL           | –––– | 1-0  | 1-0  | 2-0  | 2-0  | 2-0  | 0-0  | 0-1  |
| Doxa Katōkopias | 1-2  | –––– | 1-0  | 1-1  | 0-1  | 6-1  | 0-0  | 1-0  |
| EN Paralimni    | 0-1  | 0-0  | –––– | 0-1  | 1-1  | 1-1  | 3-3  | 2-1  |
| Ermis Aradippou | 2-0  | 0-1  | 4-2  | –––– | 1-2  | 7-1  | 1-2  | 1-2  |
| Ethnikos Achnas | 1-1  | 2-1  | 1-0  | 2-0  | –––– | 5-0  | 2-2  | 0-2  |
| Karmiotissa     | 1-6  | 0-5  | 4-2  | 2-2  | 2-4  | –––– | 0-4  | 0-6  |
| Nea Salamis     | 1-2  | 1-4  | 1-2  | 3-1  | 0-2  | 1-1  | –––– | 1-2  |
| Pafos FC        | 1-1  | 2-1  | 2-0  | 3-1  | 1-2  | 2-1  | 3-0  | –––– |

## Classifica marcatori
| Gol |  |  | Giocatore          | Squadra          |
| --- |  |  | ------------------ | ---------------- |
| 18  |  |  | Berat Sadik        | Doxa Katokopias  |
| 17  |  |  | Nicolas Diguiny    | Apollōn Limassol |
| 17  |  |  | Onīsiforos Rousias | Ermis Aradippou  |
| 17  |  |  | Tomáš Wágner       | Nea Salamis      |
| 16  |  |  | Ivan Trichkovski   | AEK Larnaca      |
| 14  |  |  | Giorgi Kvilitaia   | Anorthosis       |
| 14  |  |  | Ryan Mmaee         | AEL Limassol     |
| 13  |  |  | Onni Valakari      | Pafos            |
| 13  |  |  | Ioannis Pittas     | Apollōn Limassol |
| 13  |  |  | Danilo             | Nea Salamis      |
| 13  |  |  | Kévin Bérigaud     | Pafos            |